# دلتا أوكافانغو

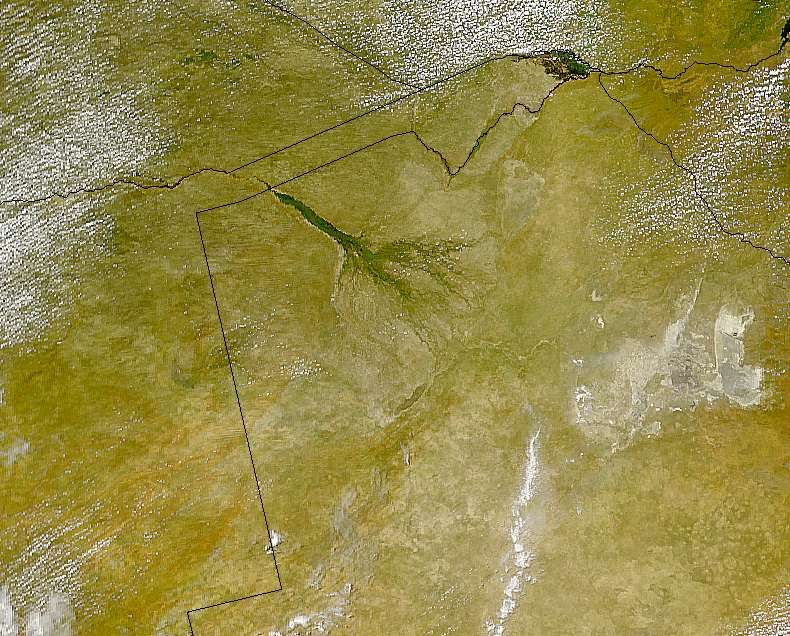
صورة بالأقمار الصناعية لدلتا أوكافانغو وتظهر الحدود السياسية بين بوتسوانا وناميبيا التي أضيفت على الصورة.

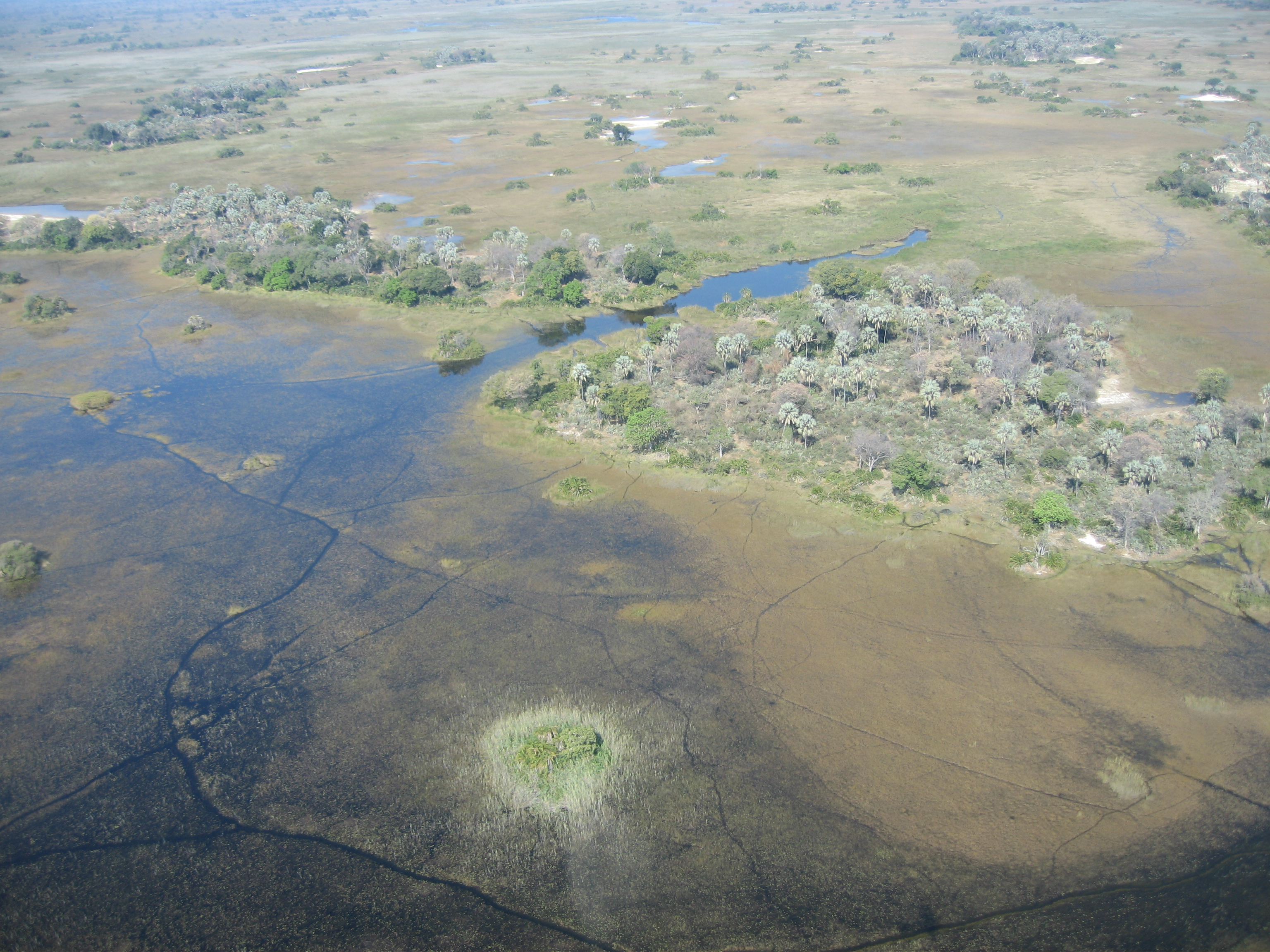
منطقة شائعة في دلتا أوكافانغو وتنتشر بها قنوات المياه والبحيرات والمستنقعات والجزر.

دلتا أوكافانغو هي دلتا جزرية كبيرة واحلة تقع في بوتسوانا تتشكل عند التقاء نهر أوكافانغو بحوض تكتوني في الجزء الأوسط من حوض كالاهاري المغلق. تتبخر جميع المياه الواصلة للدلتا وتنتح فلا تتدفق إلى أي بحر أو محيط. وتنتشر سنوياً حوالي 11 كيلومتر مكعب (2.6 ميل مكعب) من المياه على مساحة من الأرض قدرها من 6,000 حتى 15,000 كيلومتر مربع. وتصب بعض مياه الطوفان في بحيرة نغامي. تاريخياً، كانت المنطقة في السابق جزء من بحيرة ماكغاديكغادي وهي بحيرة قديمة جفت معظم مياهها بحلول مطلع حقبة هولوسين.
تقع محمية موريمي غيم على الجانب الشرقي من الدلتا. وتعد الدلتا أحد عجائب أفريقيا الطبيعية السبعة والتي أُعلِن عنها رسمياً في أروشا بتنزانيا بتاريخ 11 فبراير عام 2013. وأصبحت دلتا أوكافانغو الموقع رقم 1000 الذي يُدرج رسمياً على قائمة التراث العالمي لليونسكو بتاريخ 22 يونيو عام 2014.

## الجغرافيا

### الطوفان
يَنتُجْ أوكافانغو عن الفياضان الموسمي. يجف نهر أوكافانغو في الهطولات المطرية الصيفية (يناير–فبراير) من مرتفعات أنغولا ويتدفق الطوفان المائي 1,200 كـم (750 ميل) في حوالي شهر واحد. ثم تنتشر المياه على مساحة 250 by 150 كـم (155 by 93 ميل) من الدلتا خلال الأربعة أشهر التالية (مارس–يونيو). تتسارع عملية النتح والتبخر بسبب درجات الحرارة المرتفعة للدلتا مما يؤدي إلى دورة ترتفع وتنخفض خلالها مستويات المياه، ولم تُفهم هذه الظاهرة حتى مطلع القرن العشرين. يصل الفيضان إلى ذروته خلال الفترة ما بين يونيو وأغسطس، ويتصاعد الدلتا خلال أشهر فصل الشتاء الجافة ببوتسوانا إلى ثلاثة أضعاف حجمه الدائم ليجذب الحيوانات من على بعد كيلومترات ليغدو أحد أكبر تجمعات الحياة البرية غزارةً بأفريقيا.

## التهديدات المحتملة
قدمت الحكومة الناميبية خططاً لبناء محطة طاقة مائية في منطقة زامبيزي، ما سيعمل على تنظيم جريان نهر أوكافانغو إلى حد ما. وقد دافع المؤيدون عن المشروع حيث يرون أن التأثيرات السلبية لن تكون كبيرة، أما أنصار البيئة فيرون أن المشروع سيلحق الدمار بمعظم الحياة البرية للأنواع النباتية والحيوانية الموجودة في أراضي الدلتا. ومن بين التهديدات الأخرى ما يحصل من خروقات من قبل السكان المحليين من البشر بالإضافة إلى استخراج المياه على مستوى المناطق في كل من أنغولا وناميبيا.
قام الداعي للمحافظة على البيئة وصانع الأفلام الجنوب أفريقي ريك لومبا بالتحذير في ثمانينات القرن العشرين من أخطار غزو الماشية للمنطقة. وتحدث فيلمه الذي حمل عنوان «نهاية عدن» حول جهوده الضاغطة حيال الوضع البيئي في الدلتا.